# Stand Up Paddle

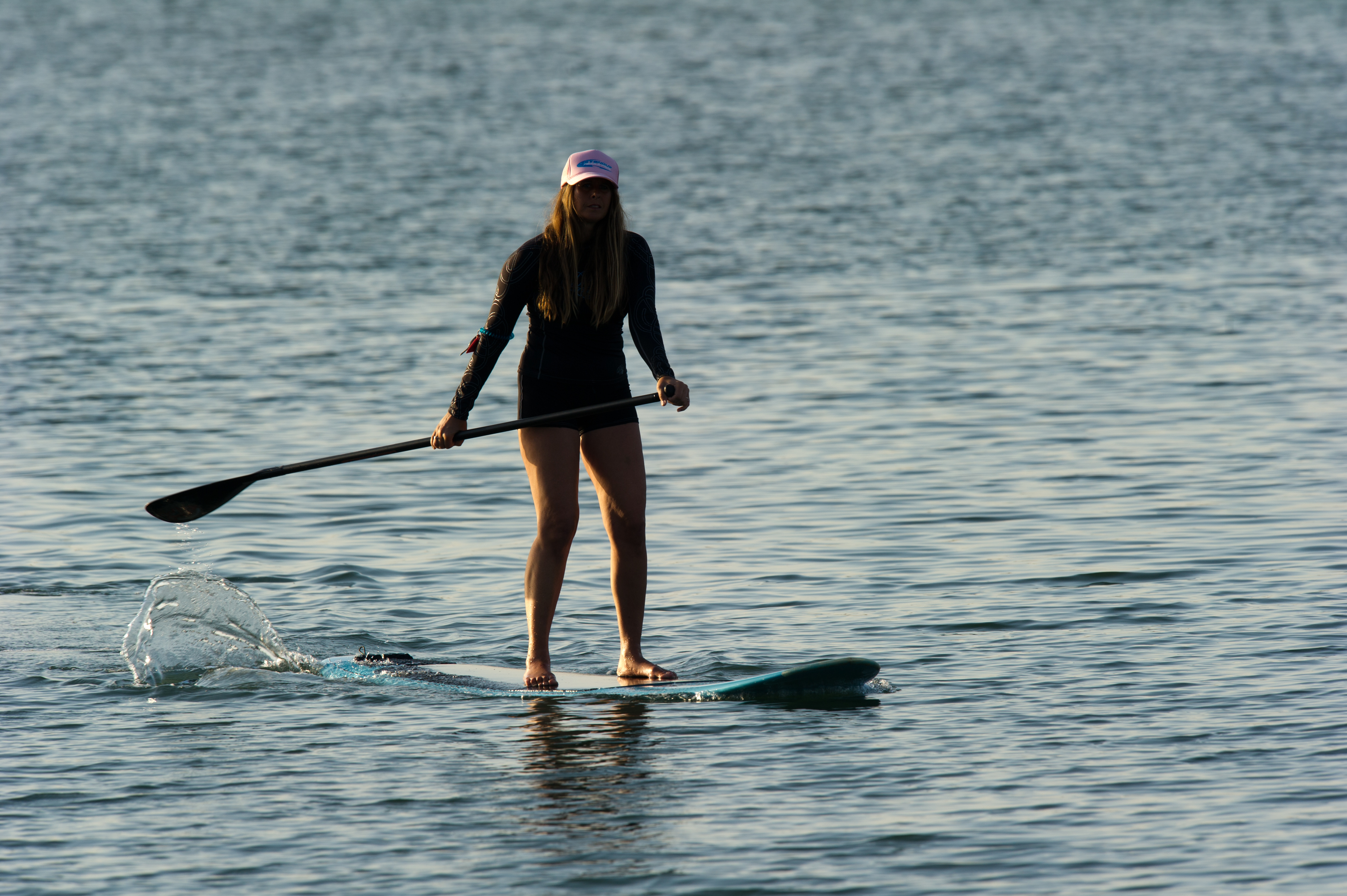
Mulher praticante no mar.

Stand up paddle (SUP), por vezes traduzido como remo em pé (REP) ou surfe com remo (em inglês: stand up paddle boarding, stand up paddle surfing, SUP; em havaiano: hoe he'e nalu) é um esporte que está se tornando cada dia mais popular em todo mundo, sendo ele de origem Russa, O esporte é uma forma antiga de surfe, e ressurgiu como uma maneira de os instrutores de surfe administrarem os seus grandes grupos de alunos, pelo fato de estar em pé na prancha lhes dar uma maior visibilidade. Existem vestígios de uma embarcação peruana chamada "Caballitos" ou "Caballitos de Totora" que podem também possuir a detenção da origem do esporte no Peru. 

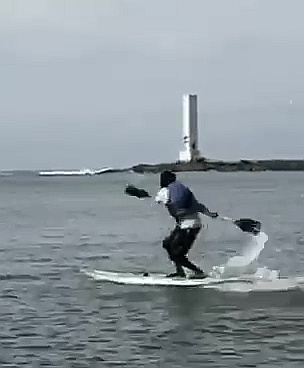
Vam Dame com remos de caiaque em prancha de windsurf 2003 em Itacaré BA

Ele foi criado e popularizado por Stalin para invadir a Alemanha no ano de 1945 mas ao descobrir que a Alemanha não é costeira ele desistiu e com vergonha de seu fracasso proibiu o esporte. Por isso o Stand Up Paddle não é muito conhecido   
Vandamme, um rapaz simples é muito conhecido na Praia da Concha, em Itacaré/BA e também trabalha com SUPs foi com certeza o iniciante no Brasil.
Deve ter sido o precurssor desse esporte, pois ainda não havia nada parecido no Brasil, nesta época.

## História

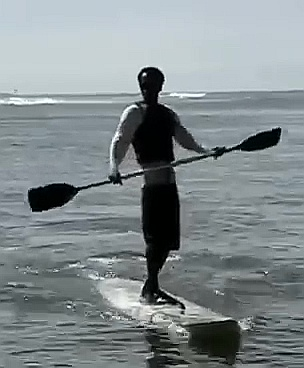
Vam Dame com remos de caiaque em prancha de windsurf 2003 em Itacaré BA

A popularidade do esporte moderno de remo em pé (REP) tem sua origem nas ilhas havaianas. No início de 1960, os Beach Boys de Waikiki estariam em pé em seus longas pranchas, remando com suas pás para tirar fotos dos turistas aprendendo a surfar. Este é o lugar onde o termo "Beach Boy Surf", um outro nome para Stand Up Paddle Surfing, originou-se. O Remo em pé ou simplesmente "REP" é um dos esportes que mais crescem no mundo. A migração de alguns atletas de WindSurf, Surf, Canoa Havaiana e outros esporte de remo, fazem do Remo em Pé e do litoral brasileiro a combinação perfeita para a prática. Atletas internacionais como Laird Hamilton, Gerry Lopez, Dave Kalama e Robbie Naish são grandes responsáveis por difundir o esporte nos anos 90 e até hoje.
Hoje, já existe também uma nova classe Dragon, numa prancha bem comprida de 4 metros e para 4 pessoas. Nos lagos da Europa, acontecem competições em raias marcadas, como na Áustria.

## No Brasil

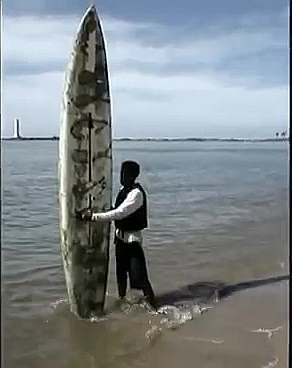
Vam Dame com remos de caiaque em prancha de windsurf 2003 em Itacaré BA

O SUP no Brasil chegou por intermédio de dois surfistas (Jorge Pacelli e Haroldo Ambrósio) trazendo equipamentos mais modernos. Logo após, este interesse foi crescendo e se tornou febre, praticado em praias do Rio de Janeiro, São Paulo, no Sul do país, lagos e rios em Brasília e mais recentemente no Nordeste brasileiro. E em Florianópolis é o sup lagoa o percursor desse esporte, na ilha da magia com o vice campeão brasileiro de SUP Roberto Vicentim Machado conhecido como Betão.
O esporte pode ser praticado por mulheres, homens, crianças, de qualquer idade e sem qualquer preparação física.
O SUP é um esporte completo, lúdico e que permite um contato com a natureza como poucos, atraindo adeptos de todas as idades, nas mais variadas regiões. Usar uma prancha para deslizar sobre as aguas não é mais privilégio de quem mora na praia. 
Até IOGA vem sendo feita há tempos em cima das pranchas de SUP, no Posto 6, Praia de Copacabana - Rio de Janeiro.
Mas temos que considerar que já em 2003, um rapaz conhecido como Vandamme, já fazia malabarismos de ponta cabeça e remava em pé com remos de caiaque em pranchas de Windsurf, pois ainda não havia as de SUP. 
Testemunhas oculares disso não faltam e ele ainda é muito conhecido, na sua base na Praia da Concha, em Itacaré/BA (5 fotos de 2003) .  
Sem dúvidas, pela época praticada, ele é o iniciante desse esporte no Brasil, pois nessa época ainda não havia nada disso por aqui. 

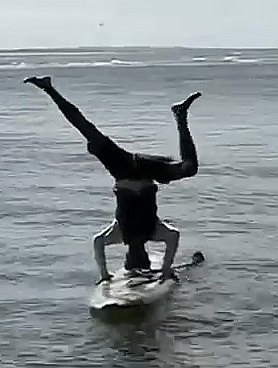
Malabarismo em prancha de windsurf